# 挪俄邊界
挪威和俄羅斯之間的邊界包括挪威南瓦朗厄爾市與俄羅斯佩切恩斯基區之間長195.7 公里（121.6 英里）的陸地邊界，以及瓦朗厄爾峽灣23.2 公里（14.4 英里）的海上邊界。它還包括兩國在巴倫支海和北極海的專屬經濟區（ EEZ）之間的邊界。 1944 年至 1991 年間，這條邊界是挪威和蘇聯之間的邊界。在E105上有一個單一的邊境口岸，位於挪威的斯托斯科格和俄羅斯的鮑里索格列布斯基。挪威一側由南瓦朗厄爾衛戍部隊巡邏，並由挪威邊境專員管轄，而俄羅斯一側則由俄羅斯邊防軍巡邏。三分之二的邊界沿著兩條河流，即帕斯維凱爾瓦河和雅各布塞爾瓦河。
挪威（黃色）和俄羅斯（紅色和綠色）的界碑相距4公尺（13英尺）。邊界位於界碑中間。
1326 年的一項條約將邊界劃定為一條界線，劃分了挪威和俄羅斯可以對薩米人的哪些部分徵稅。 1826 年的一項條約確定了邊界線，基本上保留了今天的邊界。 1920 年，佩察莫割讓給芬蘭，該邊界成為芬蘭 - 挪威邊界的一部分。 1944 年，佩察莫割讓給蘇聯，挪威 - 蘇聯邊界從此確立。冷戰期間，該邊界是北大西洋公約組織與蘇聯之間的兩條邊界之一，另一條是蘇聯與土耳其的邊界。 1991 年至 1999 年，它是俄羅斯與北約之間唯一的邊界。它是挪威最年輕且未曾改變的界線。自 1960 年代以來，兩國對 EEZ 邊界一直存在分歧，但這一問題已於 2010 年透過劃界協議得到解決。

## 歷史
從 11 世紀起，挪威國王奧拉夫三世認為挪威的邊界延伸至白海。 13 世紀，第一批挪威人開始移居芬馬克。 1300 年，挪威在現陸邊界更東的地方建造了Vardøhus 堡壘，以鞏固挪威在瓦朗厄爾半島的土地所有權。科拉半島上沒有挪威人的永久定居點。 1326 年，挪威與諾夫哥羅德共和國簽署了關於科拉半島和芬馬克徵稅的協議。沒有劃定邊界線，這造成了一個邊境地區，兩國都有權向薩米人徵稅。16世紀，俄羅斯人開始在共同徵稅地區以宗教動機進行殖民，並在Neiden、Pechenga和Boris Gleb建造了俄羅斯東正教教堂。這加速了對特定邊界線的需求。 1582年，俄國沙皇伊凡雷帝宣布科拉灣為俄羅斯領土，後來又明確指出俄羅斯聲稱擁有整個拉普蘭地區。他進一步提議劃定新的邊界線。丹麥-挪威國王腓特烈二世對此作出回應，重申挪威對白海沿岸所有土地的主權。他的繼任者克里斯蒂安四世於1599年沿著芬馬克海岸航行，進一步強調了挪威的主權要求。根據1613年《克奈雷德條約》 ，瑞典放棄了對芬馬克的所有領土請求。